# Kremlin Cup 2021 - Qualificazioni singolare femminile
Le qualificazioni del singolare femminile del Kremlin Cup 2021 sono state un torneo di tennis preliminare per accedere alla fase finale della manifestazione. Le vincitrici dell'ultimo turno sono entrate di diritto nel tabellone principale. In caso di ritiro di una o più giocatrici aventi diritto a queste sono subentrati le lucky loser, ossia le giocatrici che hanno perso nell'ultimo turno ma che avevano una classifica più alta rispetto alle altre partecipanti che avevano comunque perso nel turno finale.

## Teste di serie
1. Bernarda Pera (qualificata)
2. Kamilla Rakhimova (primo turno)
3. Irina Maria Bara (ultimo turno, Lucky loser)
4. Viktorija Tomova (primo turno)
5. Anna-Lena Friedsam (ultimo turno)
6. Vitalija D'jačenko (ultimo turno)

1. Anastasija Gasanova (primo turno)
2. Aleksandra Krunić (qualificata)
3. Lesja Curenko (qualificata)
4. Lucia Bronzetti (primo turno)
5. Anna Kalinskaja (qualificata)
6. Arina Rodionova (primo turno)

## Qualificate
1. Bernarda Pera
2. Oksana Selekhmeteva
3. Zheng Qinwen

1. Aleksandra Krunić
2. Lesja Curenko
3. Anna Kalinskaja

## Lucky loser
1. Irina Maria Bara

## Tabellone

### Legenda
| - Q = Qualificato - WC = Wild card - LL = Lucky loser | - ALT = Alternate - SE = Special Exempt - PR = Protected Ranking | - w/o = Walkover - r = Ritirato - d = Squalificato |

### Sezione 1
|  | Primo turno | Primo turno     | Primo turno     | Primo turno | Primo turno |  |  | Ultimo turno | Ultimo turno  | Ultimo turno  | Ultimo turno | Ultimo turno |  |
|  |             |                 |                 |             |             |  |  |              |               |               |              |              |  |
|  | 1           | Bernarda Pera   | Bernarda Pera   | 6           | 6           |  |  |              |               |               |              |              |  |
|  |             | Ėrika Andreeva  | Ėrika Andreeva  | 2           | 3           |  |  | 1            | Bernarda Pera | Bernarda Pera | 6            | 6            |  |
|  |             | Vera Lapko      | Vera Lapko      | 6           | 6           |  |  |              | Vera Lapko    | Vera Lapko    | 1            | 4            |  |
|  | 10          | Lucia Bronzetti | Lucia Bronzetti | 3           | 1           |  |  |              |               |               |              |              |  |

### Sezione 2
|  | Primo turno | Primo turno         | Primo turno       | Primo turno | Primo turno |  |  | Ultimo turno | Ultimo turno        | Ultimo turno        | Ultimo turno | Ultimo turno |  |
|  |             |                     |                   |             |             |  |  |              |                     |                     |              |              |  |
|  | 2           | Kamilla Rakhimova   | Kamilla Rakhimova | 4           | 2           |  |  |              |                     |                     |              |              |  |
|  | WC          | Diana Shnaider      | Diana Shnaider    | 6           | 6           |  |  | WC           | Diana Shnaider      | Diana Shnaider      | 4            | 62           |  |
|  | WC          | Oksana Selekhmeteva | 6                 | 3           | 6           |  |  | WC           | Oksana Selekhmeteva | Oksana Selekhmeteva | 6            | 7            |  |
|  | 12          | Arina Rodionova     | 3                 | 6           | 4           |  |  |              |                     |                     |              |              |  |

### Sezione 3
|  | Primo turno | Primo turno           | Primo turno           | Primo turno | Primo turno |  |  | Ultimo turno | Ultimo turno     | Ultimo turno     | Ultimo turno | Ultimo turno |  |
|  |             |                       |                       |             |             |  |  |              |                  |                  |              |              |  |
|  | 3           | Irina Maria Bara      | Irina Maria Bara      | 6           | 6           |  |  |              |                  |                  |              |              |  |
|  |             | Natal'ja Vichljanceva | Natal'ja Vichljanceva | 2           | 4           |  |  | 3            | Irina Maria Bara | Irina Maria Bara | 0            | 1            |  |
|  |             | Zheng Qinwen          | Zheng Qinwen          | 6           | 6           |  |  |              | Zheng Qinwen     | Zheng Qinwen     | 6            | 6            |  |
|  | 7           | Anastasija Gasanova   | Anastasija Gasanova   | 4           | 2           |  |  |              |                  |                  |              |              |  |

### Sezione 4
|  | Primo turno | Primo turno         | Primo turno       | Primo turno | Primo turno |  |  | Ultimo turno | Ultimo turno        | Ultimo turno        | Ultimo turno | Ultimo turno |  |
|  |             |                     |                   |             |             |  |  |              |                     |                     |              |              |  |
|  | 4           | Viktorija Tomova    | 6                 | 4           | 65          |  |  |              |                     |                     |              |              |  |
|  | WC          | Anastasia Tikhonova | 4                 | 6           | 7           |  |  | WC           | Anastasia Tikhonova | Anastasia Tikhonova | 1            | 1            |  |
|  |             | Katie Boulter       | Katie Boulter     | 610         | 2           |  |  | 8            | Aleksandra Krunić   | Aleksandra Krunić   | 6            | 6            |  |
|  | 8           | Aleksandra Krunić   | Aleksandra Krunić | 712         | 6           |  |  |              |                     |                     |              |              |  |

### Sezione 5
|  | Primo turno | Primo turno                | Primo turno                | Primo turno | Primo turno |  |  | Ultimo turno | Ultimo turno       | Ultimo turno       | Ultimo turno | Ultimo turno |  |
|  |             |                            |                            |             |             |  |  |              |                    |                    |              |              |  |
|  | 5           | Anna-Lena Friedsam         | Anna-Lena Friedsam         | 6           | 6           |  |  |              |                    |                    |              |              |  |
|  |             | Valentini Grammatikopoulou | Valentini Grammatikopoulou | 3           | 0           |  |  | 5            | Anna-Lena Friedsam | Anna-Lena Friedsam | 1            | 1            |  |
|  |             | Rebecca Šramková           | Rebecca Šramková           | 2           | 5           |  |  | 9            | Lesja Curenko      | Lesja Curenko      | 6            | 6            |  |
|  | 9           | Lesja Curenko              | Lesja Curenko              | 6           | 7           |  |  |              |                    |                    |              |              |  |

### Sezione 6
|  | Primo turno | Primo turno        | Primo turno        | Primo turno | Primo turno |  |  | Ultimo turno | Ultimo turno       | Ultimo turno       | Ultimo turno | Ultimo turno |  |
|  |             |                    |                    |             |             |  |  |              |                    |                    |              |              |  |
|  | 6           | Vitalija D'jačenko | Vitalija D'jačenko | 6           | 7           |  |  |              |                    |                    |              |              |  |
|  |             | Ekaterine Gorgodze | Ekaterine Gorgodze | 3           | 5           |  |  | 6            | Vitalija D'jačenko | Vitalija D'jačenko | 4            | 2            |  |
|  |             | Viktória Kužmová   | 3                  | 7           | 1           |  |  | 11           | Anna Kalinskaja    | Anna Kalinskaja    | 6            | 6            |  |
|  | 11          | Anna Kalinskaja    | 6                  | 62          | 6           |  |  |              |                    |                    |              |              |  |